# 33468 Nelsoneric
33468 Nelsoneric este o planetă minoră (asteroid), cu un diametru de 3,45 km, din centura de asteroizi. A fost descoperită pe 20 martie 1999 la Experimental Test Site⁠(d) de Lincoln Near-Earth Asteroid Research. 
Obiectul prezintă o orbită caracterizată de o semiaxă mare de 2,2608406 UAi, o excentricitate de 0,18, o înclinație de 7,63148 ° în raport cu ecliptica.